# The Old Mill
The Old Mill és un dibuix animat de les Silly Symphonies de 1937 produït per Walt Disney Productions, dirigit per Wilfred Jackson, amb la banda sonora de Leigh Harline, i estrenat als cinemes per RKO Radio Pictures el 5 de novembre de 1937. La pel·lícula mostra la comunitat natural d'animals que pobla un antic molí de vent abandonat al país i com s'enfronten a una severa tempesta d'estiu que gairebé destrueix el seu hàbitat. Incorpora la cançó "One Day When We Were Young" de l'opereta Der Zigeunerbaron de Johann Strauss II.
The Old Mill va ser el primer dibuix animat de Silly Symphony llançat per RKO i se li va afegir un nou logotip de Silly Symphony, alguns títols nous i un fons d'arpillera que es va utilitzar per a diverses altres sèries de dibuixos animats teatrals de Disney com l'Ànec Donald, Goofy, Mickey Mouse, i Pluto.
Aquest dibuix animat de Silly Symphonies va ser reeditat als cinemes per Buena Vista Distribution.
Com molts dels curts posteriors de Silly Symphony, The Old Mill va ser un camp de proves per a tècniques d'animació avançades. Marcant el primer ús de la càmera multiplà de Disney, la pel·lícula també incorpora representacions realistes del comportament dels animals, il·luminació complexa i efectes de color, representacions de vent, pluja, llamps, ondulacions, esquitxades i reflexos, rotació tridimensional d'objectes detallats i l'ús del temps per produir efectes dramàtics i emocionals específics. Totes les lliçons apreses de fer The Old Mill s'incorporarien posteriorment als llargmetratges d'animació de Disney, com Blancaneus i els set nans (1937), que es va estrenar un mes després, així com Pinotxo (1940), Fantasia (1940) i Bambi (1942).
El 2015, la Biblioteca del Congrés dels Estats Units va seleccionar la pel·lícula per a la seva conservació al National Film Registry, trobant-la "important culturalment, històricament o estèticament".

## Premis i reconeixements
The Old Mill va guanyar l'Oscar al millor curtmetratge d'animació de 1937. Es va incloure com a número 14 al llibre The 50 Greatest Cartoons.

## Homenatges

### Disney California Adventure
The Old Mill apareix a l'espectacle World of Color a Disney California Adventure.

### Disneyland
Els tres molins del curt es van veure en miniatura al passeig Storybook Land Canal Boats a Disneyland. A partir del 20 de desembre de 2014, van ser substituïts per punts de referència de la pel·lícula musical d'animació per ordinador en 3D de Disney de 2013 Frozen. Els molins de vent en miniatura van ser guardats per Walt Disney Imagineering.

### Disneyland París
The Old Mill està representat a Fantasyland a Disneyland Paris per un edifici que s'assembla a un molí de vent holandès, que serveix begudes i aperitius.

### Magic Kingdom
S'inclou un homenatge a The Old Mill a l'illa de Tom Sawyer al Magic Kingdom. Dins de Harper's Mill, hi ha un mussol i un niu d'ocell blau dins d'un engranatge trencat als engranatges del molí.

### Els Simpsons
The Old Mill va ser parodiat a l'episodi dels Simpson "Bart Has Two Mommies", on Homer intenta guanyar una cursa d'ànecs de goma fent que el seu ànec de goma travessi primer la meta. L'ànec, però, flota cap a un molí de vent abandonat molt semblant al del curt de Disney, amb un cartell que diu: "The Old Mill". L'escena en què l'ànec és gairebé aixafat per la roda d'aigua és una referència directa a l'escena més famosa de The Old Mill. El "Powerhouse B" de Raymond Scott s'escolta a l'escena on Homer va protegir l'ànec de la roda d'aigua.

## Repartiment de veu
- El xiulet dels ocells: Louise Myers i Elvia Allman
- Grills: Jean MacMurray i Purv Pullen
- Granotes: Clarence Nash
- Quartet: Jerry Phillips, Elvia Allman, Marie Arbuckle, Mary Moder, Bea Hager, Marta Nielsen, Barbara Whitson[1]

## Mitjans domèstics
The Old Mill es va publicar a Laserdisc com a part de Academy Award Review of Walt Disney Cartoons el 1985.
Va ser llançat el 4 de desembre de 2001 al conjunt de DVD de Walt Disney Treasures: Silly Symphonies i l'1 de març de 2005 al DVD Bambi Platinum Edition com a característica especial. El curt es va estrenar per primera vegada en Blu-ray el 6 d'octubre de 2009, a La Blancanieves i els set nans Diamand Edition i posteriorment es tornaria a publicar amb Bambi com a part dels seus llançaments de la Diamond Edition i Signature Collection en Blu-ray.

## Influència
El director japonès Hayao Miyazaki ha anomenat The Old Mill com la seva pel·lícula preferida de Disney.